# Louis Brion de la Tour
Pour les articles homonymes, voir Brion.

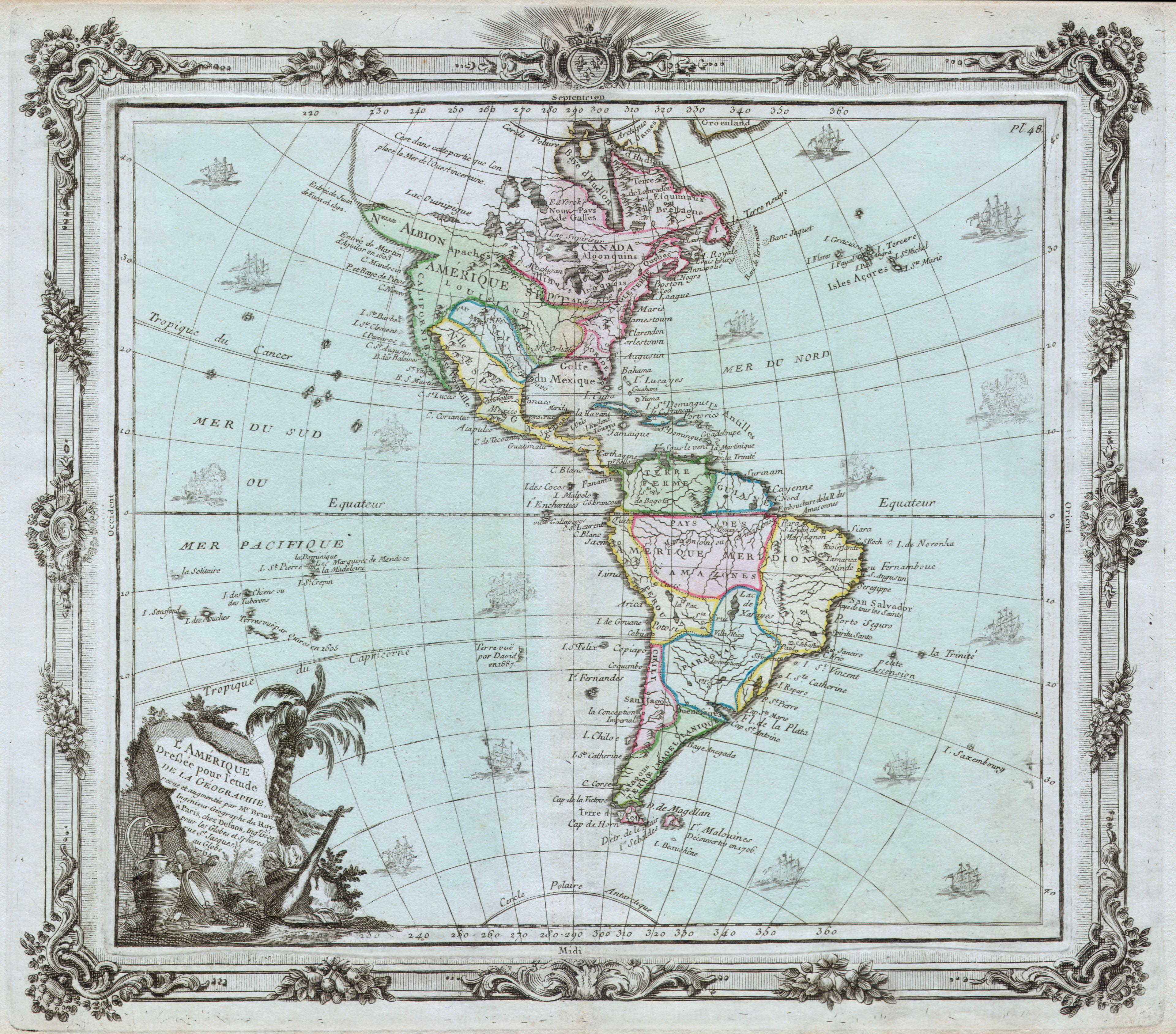
Cartes des Amériques, 1764.

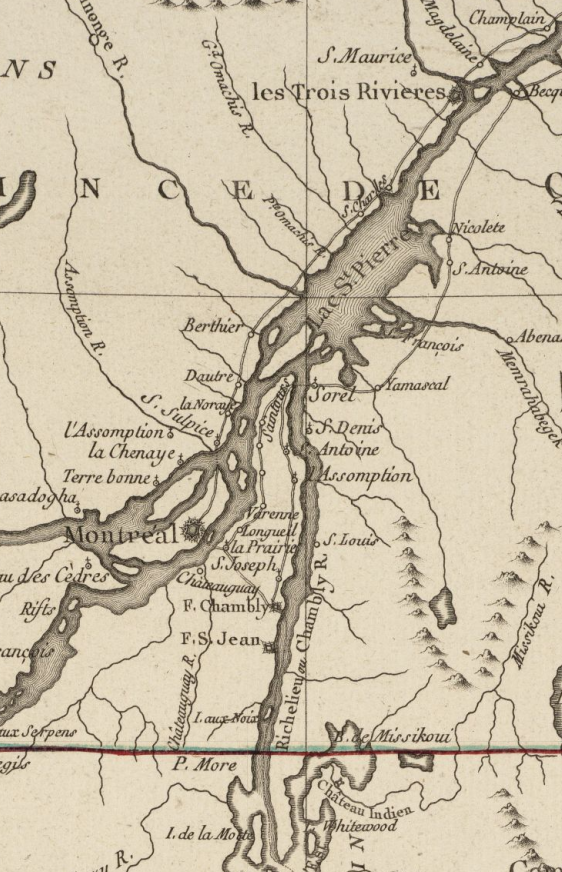
Vallée Richelieu, Montréal, Trois Rivières, par Louis Brion de la Tour, 1777.

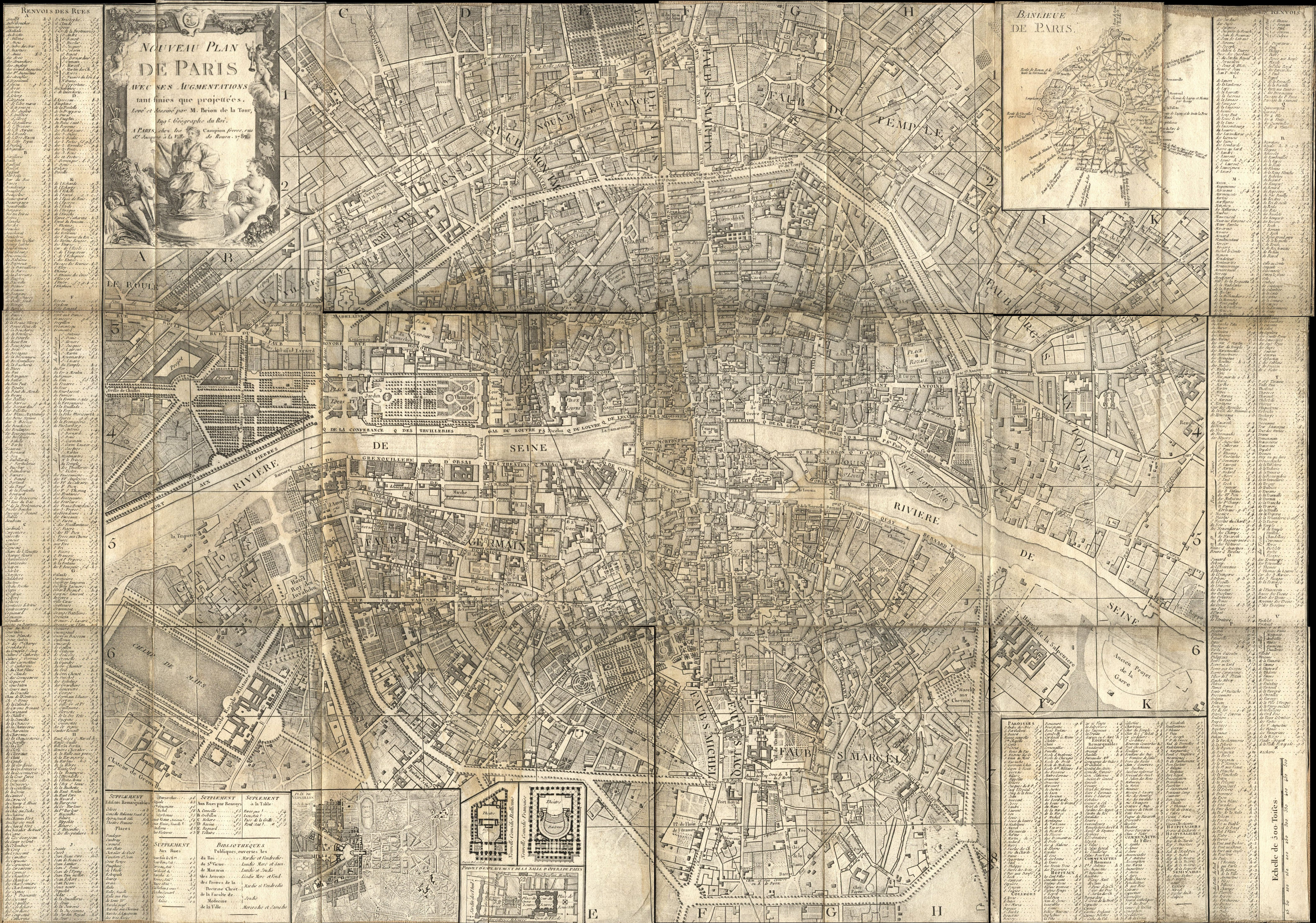
Plan de Paris, par Louis Brion de la Tour, 1787.

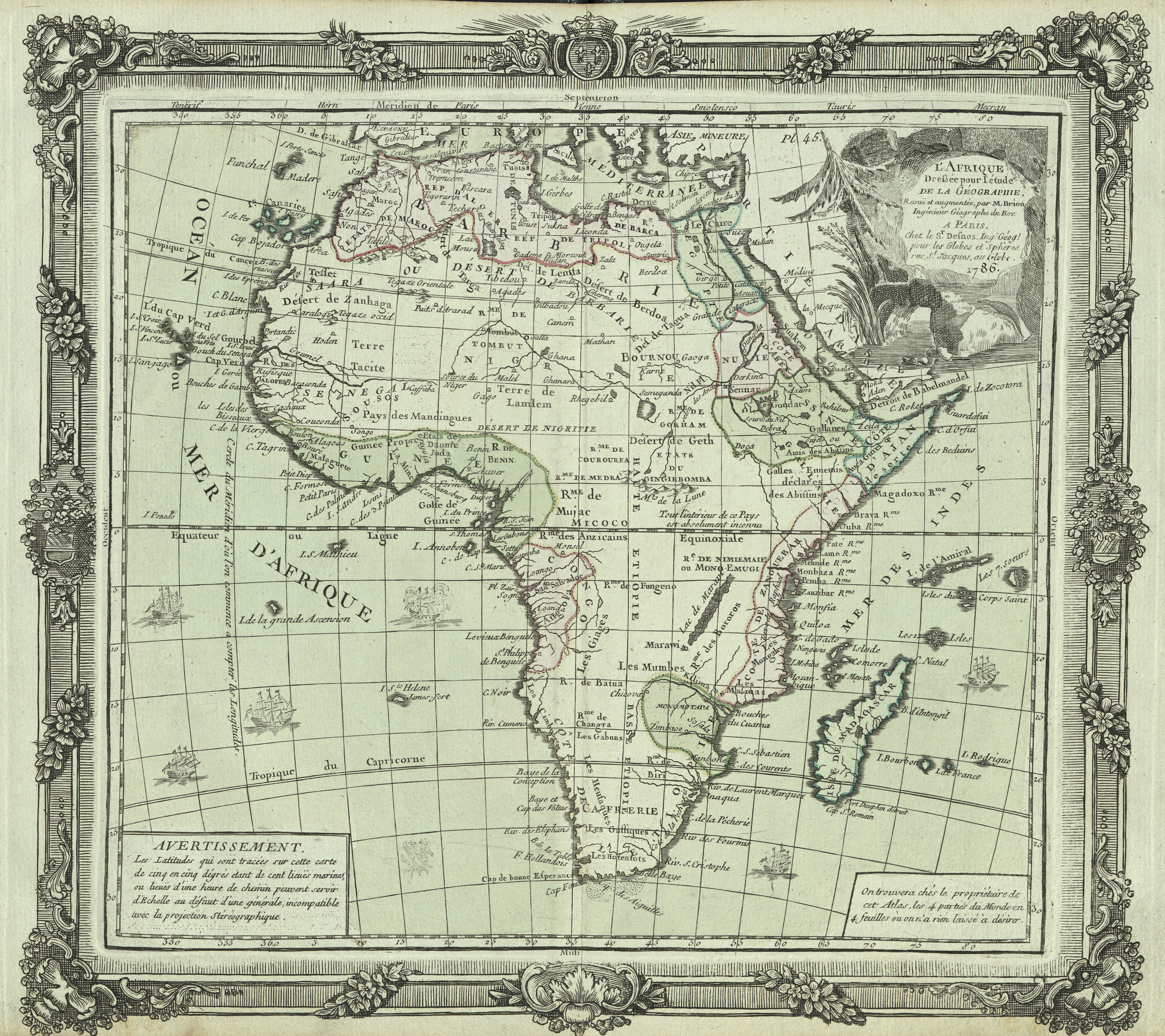
L'Afrique Dreßée pour l'etude de la Geographie, par Louis Brion de la Tour, 1786.

Louis Brion de la Tour, né vers 1743 et mort en 1803, est un géographe et démographe français.

## Biographie
On a peu de renseignements sur sa vie. Sa famille serait originaire de Bordeaux, réfugiée en Alsace lors de la révocation de l'Edit de Nantes, et dont le nom s'écrivait Brion de la Tour.
Généralement, les auteurs ont pris soin de le différencier d'avec le graveur rémois Antoine Brion, né en 1739.
Son titre officiel est « Ingénieur Géographe du Roi ». Malgré le fait qu'il soit un géographe prolifique, très peu est actuellement connu de sa vie ou de sa carrière. Sa vie s'écoule dans les travaux scientifiques. Cependant ce qui est connu est une partie importante de son travail est réalisé en collaboration avec Louis Charles Desnos (vers 1750-1790), libraire et ingénieur géographe pour les globes et les sphères de Sa Majesté Danoise. Il participe à l'élaboration de l'Indicateur fidèle ou guide des voyageurs, qui enseigne toutes les routes royales entre 1762 et 1785.
Il obtient, en 1795, une pension de l'assemblée nationale,.
Ces cartes coûtaient 25 sols (1786). 
- Son fils Louis Brion de la Tour[8], (1763-1823)[9] élève de Jean-Bernard Restout, a été graveur de cartes et de pièces de la Révolution, et fut aussi un portraitiste occasionnel de peintures à l'huile. Il est souvent difficile d'attribuer ce qui est du père ou du fils. Le 29 pluviôse an II (27 février 1794), le Journal de la Montagne annonce un tableau gravé par Brion, représentant l'assassinat de Marat[10]. C'est bien le Brion de la Tour fils qui est l'auteur des portraits de Louis XVI et de Marie-Antoinette et de la série du Collier[11].

## Publications
- Tableau périodique du monde ou Géographie raisonnée et critique, 1765.
- Atlas général, civil et ecclésiastique, 1766.
- Errata de l'Atlas moderne, ou Appel au public de l'accusation de plagiat intentée par le Sieur*** (Lattré) contre M. Brion, ingénieur-géographe du Roi (par L. Brion de la Tour). 1766.
- La France considérée sous tous les principaux points de vue qui forment le tableau géographique et politique de ce royaume, 1767, in-fol.
- Le Journal du monde ou Géographie historique, 1771.
- Plan de Paris (1783,1784,1785, 1787) fait grâce aux relevés fait par Edme Verniquet pour son grand Atlas de Paris.
- Almanach intéressant dans les circonstances présentes; description abrégée des États-Unis de l'Amérique, des possessions Anglaises, et des pays qui y sont contigus, dans les Indes Orientales.  Sans date (? 1786).
- Du partage de la peau de l'ours ou Lettres à l'auteur du Rêve politique sur le partage de F Empire ottoman et à l’auteur des considérations sur la guerre actuelle des Turcs par  M. B. D. T. Belgrade et Paris, 1788.
- Tableau de la population de la France, 1789.
- Coup d'œil général sur la France, 1789.
- Résultats par approximation des nombreuses recherches de la population des généralités de la France et des villes principales, 1790.
- Voyage dans les départements de la France Voyage, 1792, texte rédigé par Joseph Lavallée et le dessin par L. Brion fils.
- Description générale de l'Europe, de l'Asie, de l'Afrique et de l'Amérique, 1795.
- Description géographique de l'empire d'Allemagne, son état dans le moyen âge et l'âge moderne, avec 12 cartes, 1796.
- Mappemonde philosophique et politique, 1800.
- Voyage dans la ci-devant Belgique et sur la rive gauche du Rhin... par J.-B.-J. Breton, pour la partie du texte, Louis Brion, pour la partie du dessin, et Louis Brion père, pour la partie géographique. 1802.
- Atlas géographique et statistique de la France divisée en 108 départements, 1803,
- Voyage en Piémont, contenant la description topographique et pittoresque, la statistique et l'histoire des six départements réunis à la France par le sénatus-consulte de l'an XI. 1803.
- Réplique de L. Brion de La Tour à un libelle anonyme intitulé : Appréciation de sa diatribe (prétendue), c'est-à-dire de ses Observations curieuses et utiles avant et après l'acquisition de l'Atlas historique de M. Le Sage, ou baron de Las Casas, 1809.etc.